# Comuna Ormeniș, Brașov
Ormeniș (în germană: Ermesch, în maghiară: Ürmös) este o comună în județul Brașov, Transilvania, România, formată numai din satul de reședință cu același nume.

## Demografie
Componența etnică a comunei Ormeniș
     Romi (49,39%)
     Maghiari (29,29%)
     Români (17,65%)
     Alte etnii (3,67%)
Componența confesională a comunei Ormeniș
     Ortodocși (49,34%)
     Unitarieni (22,59%)
     Penticostali (16,43%)
     Romano-catolici (4,16%)
     Reformați (1,52%)
     Alte religii (2,35%)
     Necunoscută (3,62%)
Conform recensământului efectuat în 2021, populația comunei Ormeniș se ridică la 2.045 de locuitori, în creștere față de recensământul anterior din 2011, când fuseseră înregistrați 1.976 de locuitori. Cei mai mulți locuitori sunt romi (49,39%), cu minorități de maghiari (29,29%) și români (17,65%). Din punct de vedere confesional, cei mai mulți locuitori sunt ortodocși (49,34%), cu minorități de unitarieni (22,59%), penticostali (16,43%), romano-catolici (4,16%) și reformați (1,52%), iar pentru 3,62% nu se cunoaște apartenența confesională.

## Politică și administrație
Comuna Ormeniș este administrată de un primar și un consiliu local compus din 11 consilieri. Primarul, János Gergely[*], de la Uniunea Democrată Maghiară din România, este în funcție din 1 noiembrie 2024. Începând cu alegerile locale din 2024, consiliul local are următoarea componență pe partide politice:
|  | Partid                                     | Consilieri | Componența Consiliului | Componența Consiliului | Componența Consiliului |
|  | ------------------------------------------ | ---------- | ---------------------- | ---------------------- | ---------------------- |
|  | Partidul Național Liberal                  | 3          |                        |                        |                        |
|  | Uniunea Democrată Maghiară din România     | 3          |                        |                        |                        |
|  | Partidul Social Democrat                   | 2          |                        |                        |                        |
|  | Partida Romilor „Pro Europa”               | 1          |                        |                        |                        |
|  | Partidul Mișcarea Populară                 | 1          |                        |                        |                        |
|  | Forța Civică Maghiară - Magyar Polgári Erő | 1          |                        |                        |                        |

## Primarii comunei
- 1996[7] - 2000 - Gal Iuliana, de la USD
- 2000[8] - 2004 - Gal Iuliana, de la PD
- 2004[9] - 2008 - Gergely Janos, de la UDMR
- 2008[10] - 2012 - Gergely Janos, de la UDMR
- 2012[11] - 2016 - Gergely Janos, de la UDMR
- 2016[12] - 2020 - Gergely Janos, de la UDMR
- 2020[13] - 2024 - Gyerö Barna-Alpár, de la PNL

## Orașe înfrățite
- Sajósenye, Ungaria
- Peder, Slovacia